# Álvaro Barba
Álvaro Barba López (Sevilla, 17 de febrero de 1984) es un piloto de automovilismo español. Nacido en Sevilla pero empadronado en Sagunto (Valencia) y por lo tanto valenciano; hermano del también piloto Marco Barba. En sus últimos años en activo participó en el International GT Open, donde se proclamó campeón de la temporada 2010, siendo el primer español en lograrlo. Actualmente sigue vinculado al automovilismo siendo asesor y coach de algunos equipos y pilotos nacionales.

## Trayectoria

### Inicios
Álvaro empezó a destacar en el karting en el año 2000, siendo subcampeón del Campeonato de la Comunidad Valenciana en Inter-A. En 2001 repitió resultado y logró ser primero en el Campeonato de Cataluña de Karting. También fue finalista en el Campeonato de Europa y sexto en el Campeonato de España Inter-A.
Barba comenzó su trayectoria en los monoplazas en 2002 en la Formula Junior 1600 Española, donde terminó segundo por detrás de su compatriota y compañero de equipo Adrián Vallés. En 2003 se trasladó al Campeonato de España de Fórmula 3, siendo la primera de tres temporadas en la categoría. Durante su estancia en la serie que acumuló nueve podios, incluyendo tres victorias, con su mejor temporada siendo la del 2005, cuando acabó quinto en el campeonato. También participó en el Masters Marlboro en Zandvoort, terminando en el puesto 24.

### World Series by Nissan/Renault

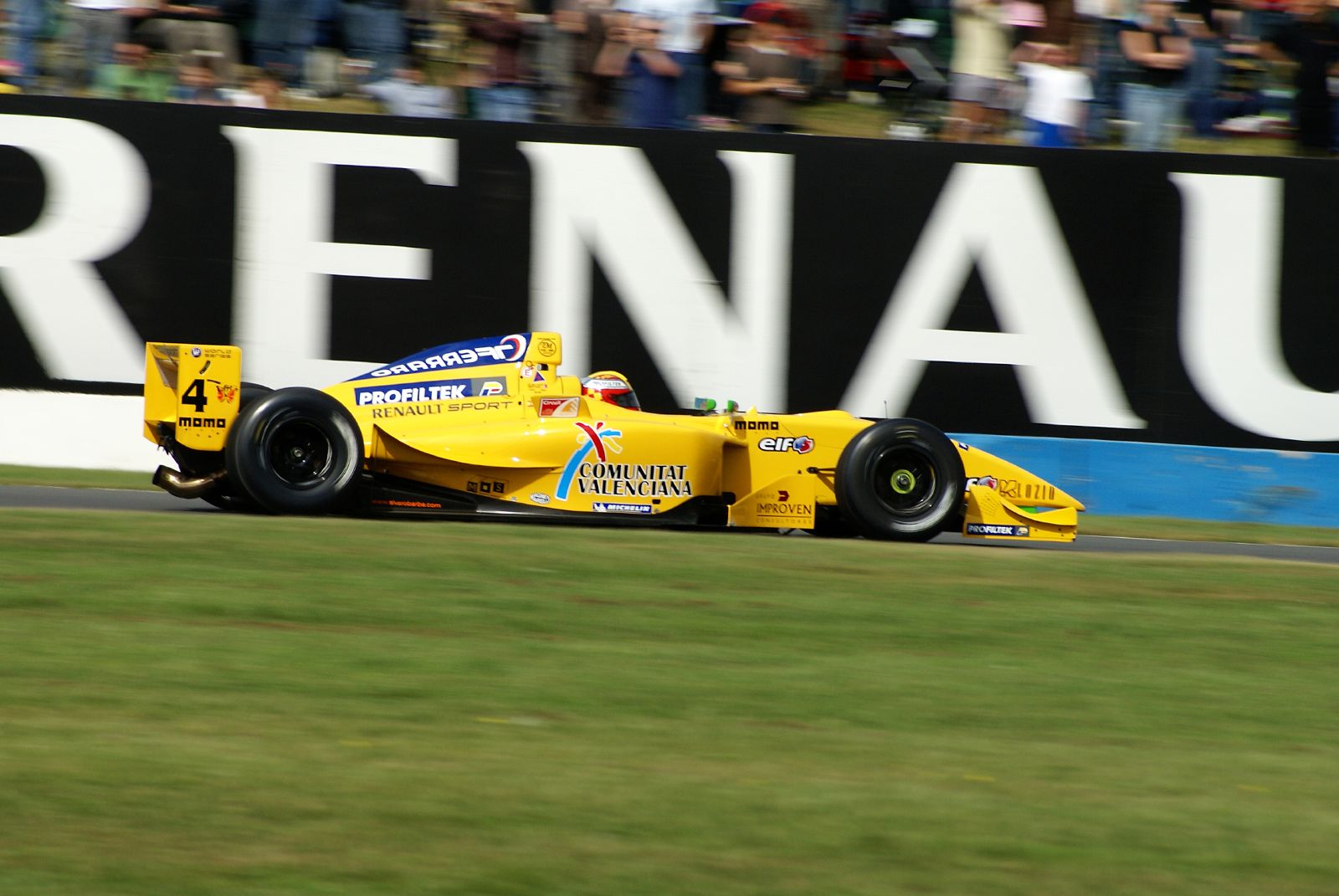
Barba pilotando para Draco Racing en Donington Park. (2007)

En 2003 Barba corrió una temporada completa en la World Series by Nissan Lights campeonato, que actuó como un evento de apoyo a las World Series by Nissan. Barba tomó dos posiciones en el podio durante el año para terminar décimo en general.
En el 2006 se acercó a la World Series by Renault con el equipo Suizo Jenzer Motorsport, consiguiendo nueve puntos para terminar su primera temporada en general 26. Se unió al equipo italiano Internacional Draco Racing para la temporada 2007, obteniendo dos podios, incluyendo su primera victoria en Donington Park. Terminó la temporada en octava posición.
Para el 2008, Barba continuó en las series, esta vez cambiando al equipo italiano Prema Powerteam, concediendo a su hermano Marco Barba su anterior asiento en Draco Racing. Después de conseguir un podio en el acto de apertura de la temporada, consiguió otros tres podios y una vuelta rápida para ser clasificado décimo en el campeonato.

### International GT Open
En julio de 2008, se asoció con su hermano para correr con un Mosler MT900R en el International GT Open que se celebró en el nuevo Valencia Street Circuit. En diciembre de 2008, se anunció que Barba corría para el AF Corse en la temporada 2009. La ganó en su segunda temporada con 4 victorias con el Ferrari de AF Corse, seguiría en ella en 2011, donde después de cambiar de estructura y de coche, sería 10º logrando 2 victorias. En 2012 sería 3º, perdiendo el campeonato en la última cita. Durante los siguientes años, compitió con la escudería italiana Ombra Racing, aunque sin completar temporadas enteras.

## Resumen de carrera
| Temporada    | Categoría                    | Equipo                     | Carreras | Victorias | Poles | VR | Podios | Puntos | Pos. |
| ------------ | ---------------------------- | -------------------------- | -------- | --------- | ----- | -- | ------ | ------ | ---- |
| 2002         | Formula Junior 1600 Española | Escuela Lois               | 12       | 3         | 1     | 0  | 9      | 134    | 2.º  |
| 2002         | 1000km Hyundai Cepsa         | Club Jarama RACE Profiltek |          |           |       |    |        |        | ?    |
| 2003         | Campeonato de España de F3   | Meycom Sport               | 11       | 0         | 0     | 0  | 1      | 68     | 12.º |
| 2003         | World Series Light           | Escuela Lois Circuit       | 15       | 0         | 0     | 2  | 2      | 63     | 10.º |
| 2004         | Campeonato de España de F3   | Adrian Campos Motorsport   | 14       | 0         | 0     | 0  | 2      | 31     | 8.º  |
| 2005         | Campeonato de España de F3   | Campos Racing              | 15       | 3         | 2     | 2  | 6      | 81     | 5.º  |
| 2006         | Fórmula Renault 3.5 Series   | Jenzer Motorsport          | 17       | 0         | 0     | 0  | 0      | 9      | 26.º |
| 2007         | Fórmula Renault 3.5 Series   | International DracoRacing  | 17       | 1         | 0     | 4  | 2      | 64     | 8.º  |
| 2008         | Fórmula Renault 3.5 Series   | Prema Powerteam            | 16       | 0         | 0     | 1  | 4      | 58     | 10.º |
| 2008         | International GT Open        | MC Competición             | 2        | 0         | 0     | 0  | 0      | 0      | NC   |
| 2009         | FIA GT2                      | AF Corse                   | 8        | 1         | 1     | 1  | 3      | 34     | 5.º  |
| 2010         | International GT Open        | AF Corse                   | 14       | 4         | 4     | 2  | 9      | 198    | 1.º  |
| 2011         | International GT Open        | Autorlando Sport           | 16       | 2         | 1     | 1  | 5      | 118    | 12.º |
| 2012         | International GT Open        | Villois Racing             | 15       | 4         | 3     | 0  | 6      | 179    | 3.º  |
| 2013         | International GT Open        | Ombra Racing               | 8        | 1         | 0     | 0  | 1      | 14     | 22.º |
| 2014         | International GT Open        | Ombra Racing               | 4        | 1         | 0     | 1  | 2      | 18     | 14.º |
| 2014         | Campeonato Italiano de GT    | Ombra Racing               | 2        | 0         | 0     | 0  | 0      | 0      | 46.º |
| 2015         | International GT Open-GT3    | Ombra Racing               | 7        | 0         | 0     | 0  | 1      | 8      | 11.º |
| 2021         | San Silvestre 100            | MST Motorsport             |          |           |       |    |        |        | 2.º  |
| Referencias: |                              |                            |          |           |       |    |        |        |      |